# Helmut Qualtinger

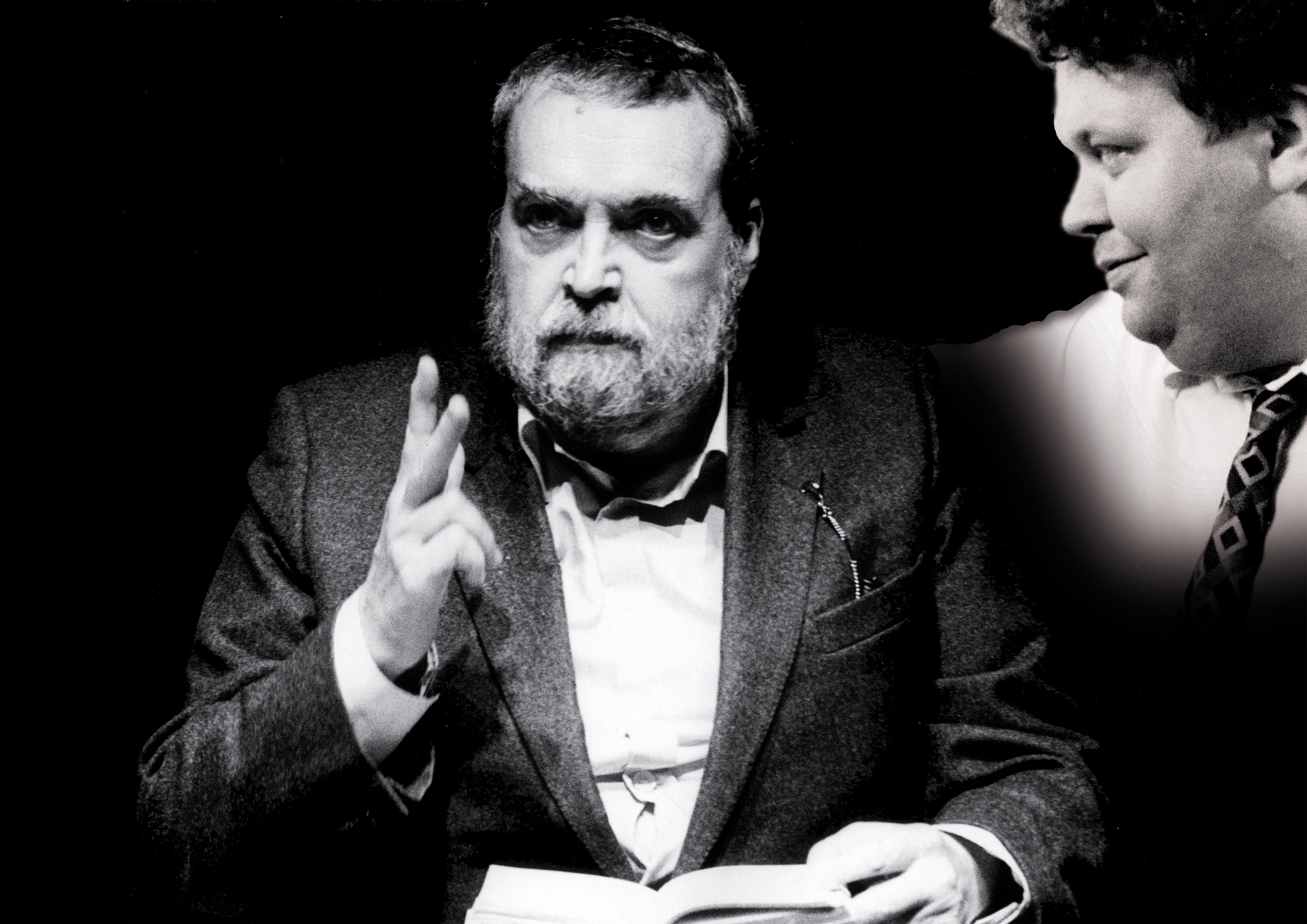
Helmut Qualtinger (mit Georg Biron rechts) 1985

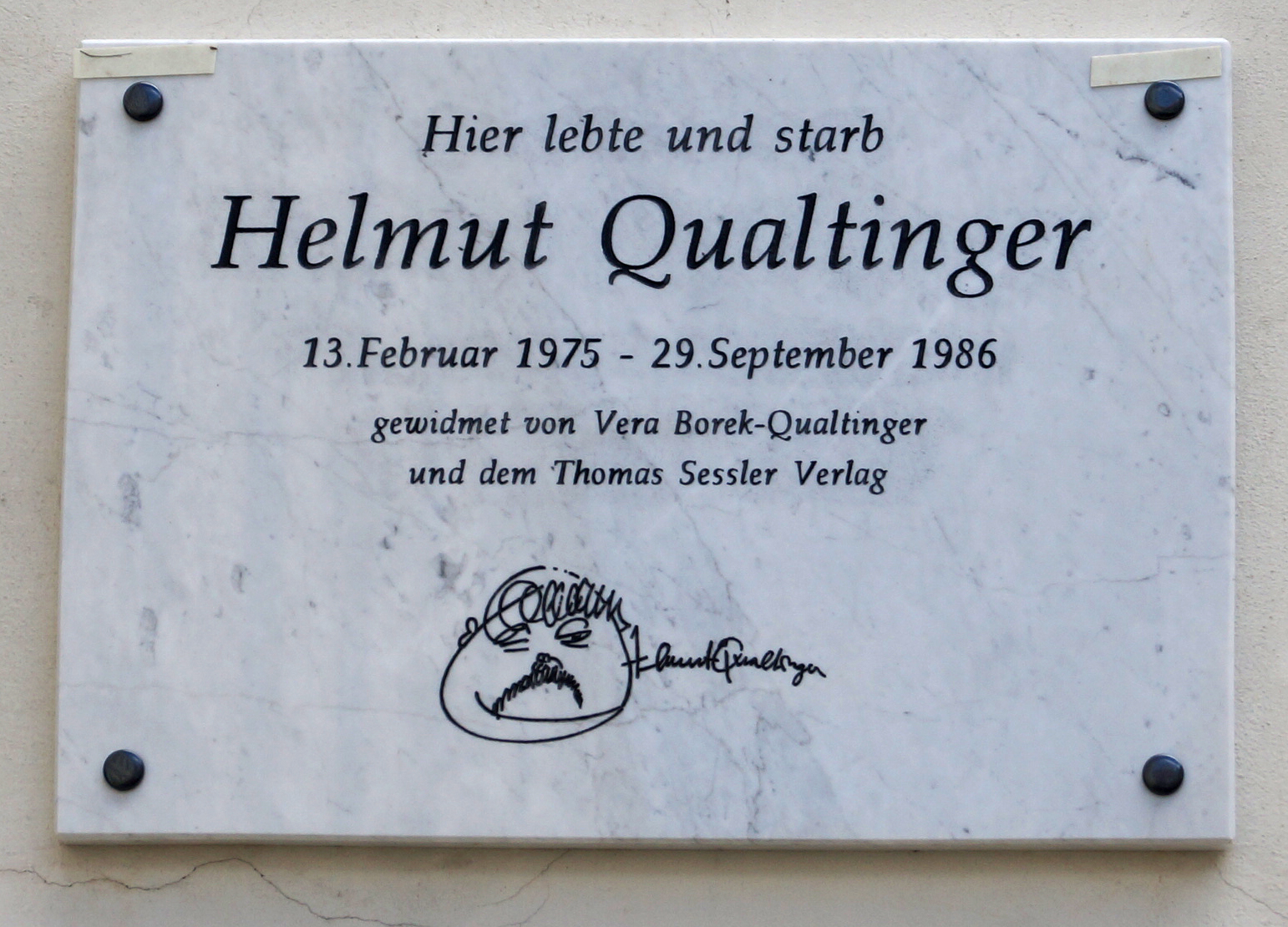
Gedenktafel für Helmut Qualtinger am Heiligenkreuzerhof in Wien

Helmut Gustav Friedrich Qualtinger (* 8. Oktober 1928 in Wien; † 29. September 1986 ebenda; oft als Helmuth Qualtinger geführt) war ein österreichischer Schauspieler, Schriftsteller, Kabarettist und Rezitator.

## Leben

### Herkunft und Anfänge
Qualtinger wuchs in der Lustgasse im 3. Wiener Gemeindebezirk im Milieu des gehobenen Mittelstandes und Bildungsbürgertums in Wien auf. Sein Vater Friedrich war Gymnasiallehrer für Mathematik, Physik und Chemie am Alsergrunder Realgymnasium IX Glasergasse (heute Erich Fried Realgymnasium) und ein glühender Nationalsozialist, seine Mutter Ida, geb. Ladstätter, Hausfrau. Qualtinger, der seit seiner Jugend ein begeisterter Leser war, gründete 1944 als Gymnasiumsschüler gemeinsam mit Walter Kohut und dem Sohn des Burgschauspielers Philipp Zeska die „Mozart-Bühne“, ein Jugendtheater. Deren erste Aufführung („Nur keck!“ von Johann Nestroy) wurde vom Schriftsteller Heimito von Doderer besucht, der den Regisseur und Hauptdarsteller Qualtinger ermutigte, diesen Weg weiterzugehen. Zunächst studierte er Medizin und Zeitungswissenschaften, brach das Studium jedoch ab und begann eine Schauspielausbildung am Max-Reinhardt-Seminar in Wien; frühe Theaterversuche in Wien und Graz endeten zunächst mit Misserfolgen.
Qualtinger betätigte sich nach dem Zweiten Weltkrieg als Journalist, war Gasthörer am Max-Reinhardt-Seminar und spielte auf einer Studentenbühne. Erste Auftritte als Kabarettist folgten ab 1947 im Studio der Hochschulen in Wien, in der Kabarettrevue Die Grimasse. Seinen ersten öffentlichen Auftritt hatte er aber schon im Mai 1945 als selbsternannter Kulturkommissar. Er wurde von der sowjetischen Besatzungsmacht für drei Monate inhaftiert, weil er mit einem Sowjetstern auf der Brust und einem selbstausgefertigten Ermächtigungsschreiben eine Villa für die Gründung eines linksgerichteten Theaters beschlagnahmt und Schauspieler geworben hatte. Qualtinger behauptete, ein Freund des Bürgermeisters, Leopold Hofrichter, habe ihn dazu ermächtigt, was dieser bestritt.
1949 hatte sein erstes Theaterstück Jugend vor den Schranken in Graz Premiere und erregte bei seiner Uraufführung als Halbstarkendrama, das sich der Verelendung der österreichischen Nachkriegsjugend widmet, einen Theaterskandal. Ein großer Teil der Zuschauer protestierte mit lauten Rufen besonders bei den Szenen, die die Verfallssymptome dieser Kategorie von straffällig gewordenen Jugendlichen zum Ausdruck brachten. Im ersten Drittel der Aufführung nahmen die Kundgebungen solche Formen an, dass zum Schutz der Darsteller ein größeres Polizeiaufgebot angefordert werden musste. Der Gipfel der Demonstrationen wurde erreicht, als in einer Szene der Darsteller der Rolle des Staatsanwaltes als Sühne die Todesstrafe forderte und daraufhin das Publikum schrie: „Ja, für den Verfasser!“ Das Stück wurde schon am nächsten Morgen vom Spielplan genommen. In den Jahren bis 1960 arbeitete er vor allem an verschiedenen Kabarettstücken mit dem namenlosen Ensemble (Gerhard Bronner, Carl Merz, Louise Martini, Peter Wehle, Georg Kreisler, Michael Kehlmann). Seine „Travnicek-Dialoge“ mit Gerhard Bronner (Autoren: Merz und Qualtinger) sind in die Kabarettgeschichte eingegangen.
Qualtinger war bekannt für seinen Schabernack. 1951 erlangte er internationale Popularität, als er es schaffte, eine Zeitungsente zu lancieren, in der der Wienbesuch des berühmten Eskimodichters Kobuk mit seinem Schlittenhundroman Heia Musch Musch angekündigt wurde. Zahlreiche Reporter versammelten sich am 3. Juli 1951 am Wiener Westbahnhof. Dem Zug entstieg statt des erwarteten Gastes Helmut Qualtinger mit Pelzmantel und -mütze. Von einem Radioreporter nach seinem ersten Eindruck von Wien befragt, antwortete er: „Haaß is’“ (heiß ist’s).

### Der Herr Karl
1961 trat Qualtinger in dem Einpersonenstück Der Herr Karl (Regie: Erich Neuberg) als Feinkostmagazineur auf und schaffte damit seinen Durchbruch im deutschen Sprachraum. Der Herr Karl arbeitet im Keller eines Lebensmittelladens und erzählt einem imaginären Kollegen (im Film ist dies die Kamera) von seinem Leben vor, während und nach dem Krieg. Oberflächlich betrachtet, erscheint der Herr Karl als netter Kerl mit liebem Blick („I kann scheen schaun“). Doch nach und nach erfährt der Zuschauer von dem Wendehals und Opportunisten Herrn Karl, dass er eigentlich ein gefährlicher, weil unberechenbarer Mitläufer ist.
Bei all dem ist die Intonation bezeichnend: Von einer Bewunderung der Nazis auf Wienerisch wechselt er schlagartig in eine Art verordneten Ekels in der Hochsprache. Wahrscheinlich haben mehrere authentische Gestalten als Vorbilder für den Herrn Karl gedient, unter anderem ein Magazineur, mit dem Qualtingers Kollege Nikolaus Haenel in einer Wiener Feinkosthandlung gearbeitet hatte. Zusammen mit Carl Merz schuf Qualtinger mit dem Herrn Karl eine Schreckensfigur, die ihm in Österreich viele Feinde und sogar Morddrohungen einbrachte; so offen hatte vor ihm noch niemand den Durchschnittsbürger als Mittäter entlarvt und dargestellt.

### Weitere Tätigkeit
Helmut Qualtinger galt eher als schonungsloser Kritiker des gemeinen Mannes denn als Kritiker der Mächtigen. Dennoch wurde ihm nachgesagt, dass er mit dem Lied Der Papa wird’s schon richten (Text und Musik: Gerhard Bronner) den Rücktritt des damaligen Nationalratspräsidenten Felix Hurdes bewirkte; dessen Sohn war in einen Autounfall mit Todesfolge verwickelt, was vertuscht werden sollte. Seine Meinungen und Kommentare schrieb er in einer bürgerlichen Zeitung, dem Kurier; beispielsweise von 1955 bis 1961 gemeinsam mit Carl Merz die wöchentliche Glosse Blattl vor’m Mund.
1976 verursachte Qualtinger bei einem Auftritt in betrunkenem Zustand in der Sendung 3 nach 9 von Radio Bremen unter anderem mit der Aussage „Die Deitschn san bleed“ einen Fernsehskandal.
Ab den 1970er Jahren verstärkte Qualtinger seine schriftstellerische Tätigkeit und ging vermehrt auf Lesetourneen. Seine Lesungen eigener und fremder Texte (so auch Adolf Hitlers Mein Kampf) waren so erfolgreich, dass sie auch auf zahlreichen Sprechplatten erschienen. Neben, und vor allem nach seinen Kabarettzeiten, spielte er eine Vielzahl von Theater-, Film- und Fernsehrollen, zuletzt 1986 den Mönch Remigio da Varagine in Der Name der Rose nach Umberto Ecos Roman an der Seite von Sean Connery.

### Tod

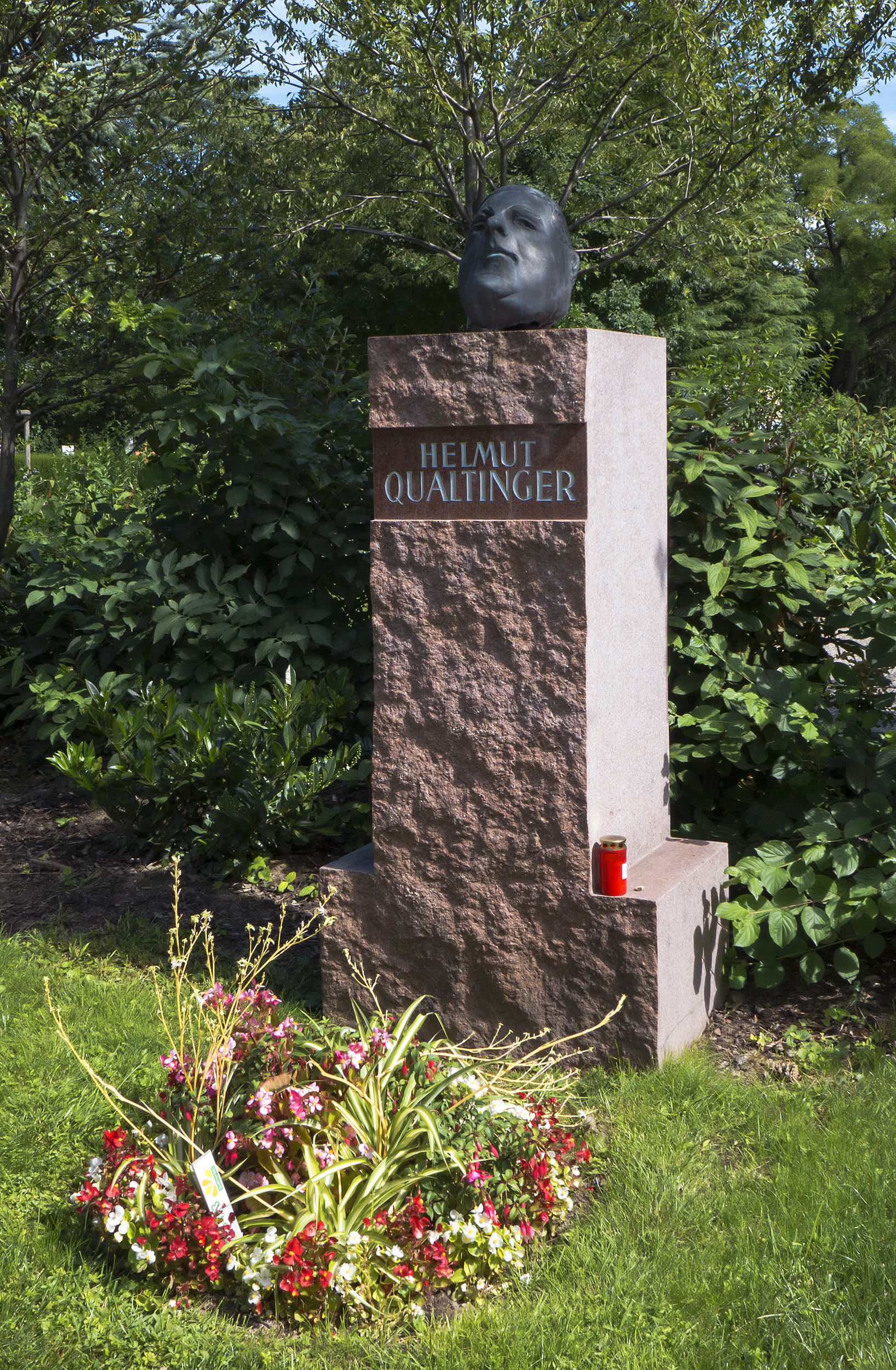
Grab am Wiener Zentralfriedhof

Bei den Dreharbeiten zu dem Film Der Name der Rose erkrankte Qualtinger schwer. Während der letzten Filmszenen musste häufig unterbrochen werden, da er starke Schmerzen hatte. Es wurde sein letzter Film. Im Alter von 57 Jahren starb Qualtinger am 29. September 1986 in seiner Geburtsstadt Wien an alkoholbedingter Leberzirrhose. Er ist in einem Ehrengrab auf dem Wiener Zentralfriedhof (Gruppe 33 G, Nummer 73) beerdigt. Sein Nachlass wird in der Handschriftensammlung der Wienbibliothek im Rathaus aufbewahrt.

### Privates
Helmut Qualtinger war zweimal verheiratet – zunächst ab 1952 mit der Kinder- und Jugendbuchautorin Leomare Seidler (* 18. Dezember 1919; † 26. April 1984) und ab 1982 mit der Schauspielerin Vera Borek. Er hatte aus erster Ehe einen Sohn, den Maler, Schriftsteller, Musiker und Kabarettisten Christian Heimito Qualtinger (* 1958, † 2024).
In den Jahren von 1960 bis 1975 lebte Helmut Qualtinger in einem Wiener Gemeindebau im 19. Bezirk, Döbling (Paradisgasse – Daringergasse – Traklgasse, zwischen Sieveringer Straße und Grinzinger Allee). Dieser Gemeindebau trägt seit 1998 ehrenhalber den Namen Helmut-Qualtinger-Hof. Zuletzt war er im 1. Bezirk, Innere Stadt, Mieter einer weitläufigen Wohnung im Heiligenkreuzer Hof, der dem Stift Heiligenkreuz in Niederösterreich gehört.
2002 wurde im 3. Bezirk, Landstraße, auf dem Gelände des ehemaligen Schlachthofes und Zentralviehmarkts Sankt Marx die Helmut-Qualtinger-Gasse nach ihm benannt.

## Theaterarbeiten
Auf der Bühne trat Qualtinger vor allem am Wiener Volkstheater unter der Regie und in der Direktion von Gustav Manker auf. In Johann Nestroys Eine Wohnung zu vermieten (1962) und als Titus Feuerfuchs in Der Talisman (1969), als Untersuchungsrichter Porfiri Petrowitsch in Dostojewskis Schuld und Sühne (1969) und als Zauberkönig in Geschichten aus dem Wiener Wald (1968), aber auch in Shakespeare/Dürrenmatts König Johann (1970) und unter der Regie von Bernd Fischerauer in Wolfgang Bauers Uraufführung von Sylvester oder das Massaker im Hotel Sacher (1971) und als Dorfrichter Adam in Kleists Der zerbrochne Krug (1972), den er zuvor 1971 am Hamburger Thalia Theater gespielt hatte. Am Theater in der Josefstadt spielte Qualtinger in Schillers Der Parasit (1950, Regie: Gustav Manker), den Fiscur in Molnars Liliom (1960) und den Schuster Knieriem in Nestroys Lumpazivagabundus (1964).
Speziell Nestroys Titus Feuerfuchs in Der Talisman war in Qualtingers Darstellung ein Bruch mit der Wiener Darstellungstradition und verließ völlig die gewohnte Schiene dieser Rolle, „seine physische Massigkeit und behäbige Gefährlichkeit war weit entfernt von der ‚alerten, figarohaften Quecksilbrigkeit‘ des charmanten Hallodris“. Er wuchtete stattdessen einen gefährlichen Anarchisten auf die Bühne. Neben ihm spielte Brigitte Swoboda die Salome Pockerl.

## Filmografie
- 1952: 1. April 2000
- 1953: Fräulein Casanova (Drehbuch)
- 1953: Einmal keine Sorgen haben
- 1953: Hab’ ich nur Deine Liebe
- 1953: Drei, von denen man spricht (Glück muß man haben)
- 1954: König der Manege
- 1955: Du bist die Richtige
- 1955: Hanussen
- 1955: Sonnenschein und Wolkenbruch
- 1957: Das Abgründige in Herrn Gerstenberg (TV)
- 1957: Scherben bringen Glück
- 1958: Man müßte nochmal zwanzig sein
- 1959: Mikosch im Geheimdienst
- 1959: Die schöne Lügnerin
- 1960: Mit Himbeergeist geht alles besser
- 1961: Geschichten aus dem Wiener Wald
- 1961: Die Kurve (TV)
- 1961: Der Herr Karl (TV)
- 1961: Mann im Schatten
- 1962: Einen Jux will er sich machen
- 1963: Biedermann und die Brandstifter (TV)
- 1965: Lumpazivagabundus (TV)
- 1965: Radetzkymarsch (TV)
- 1965: Der Himbeerpflücker (TV)
- 1966: Die Hinrichtung (TV)
- 1966: Der Fall Bohr (TV)
- 1967: Umsonst (TV)
- 1967: Kurzer Prozeß
- 1967: Der Paukenspieler (auch Drehbuchbeteiligung)
- 1968: Das Schloß
- 1969: Tagebuch eines Frauenmörders (TV)
- 1969: Das weite Land (TV)
- 1970: Passion eines Politikers (TV)
- 1970: Die Berufe des Herrn K (TV)
- 1971: Geschäfte mit Plückhahn (TV)
- 1971: Das falsche Gewicht (TV)
- 1974: Der Kulterer (TV)
- 1974: Krankensaal 6 (TV)
- 1975: Eiszeit
- 1975: Der Richter und sein Henker
- 1976: MitGift
- 1976: Alltagslegende (Köznapi legenda)
- 1976: Die Alpensaga
- 1977: Abelard – Die Entmannung
- 1977: Mulligans Rückkehr (TV)
- 1977: Die Dämonen
- 1979: Grandison
- 1979: Geschichten aus dem Wienerwald
- 1983: Katzenspiel
- 1983: Die Krimistunde (Fernsehserie, Folge 6, Episode: „Falsche Perlen“)
- 1986: Das Diarium des Dr. Döblinger
- 1986: Der Name der Rose

## Kabarettprogramme
- „Die Grimasse“, 1947, im „Studio der Hochschulen“ (Regie: Michael Kehlmann)
- „Blitzlichter“, mit Michael Kehlmann, Carl Merz, 1950, im „Kleinen Theater im Konzerthaus“
- „Reigen 51“, mit Michael Kehlmann, Carl Merz, Gerhard Bronner, 1951, im „Kleinen Theater im Konzerthaus“
- „Brettl vor’m Kopf“, mit Michael Kehlmann, Carl Merz, Gerhard Bronner, 1952, im „Kleinen Theater im Konzerthaus“
- „Blattl vor’m Mund“, mit Michael Kehlmann, Carl Merz, Gerhard Bronner, 1956, im „Intimen Theater“
- „Glasl vor’m Aug“, 1956, im „Intimen Theater“
- „Spiegel vor’m Gsicht“, 1958 (Fernsehproduktion)
- „Dachl über’m Kopf“, 1959
- „Hackl vor’m Kreuz“, 1959
- „Der Herr Karl“, mit Carl Merz, 1961
- „Alles gerettet“, mit Carl Merz, 1963
- „Die Hinrichtung“, mit Carl Merz, 1965

## Diskographie
- „Der Bundesbahn Blues“ Harmona 3D 36350 (1956)[8]
- „Der konfuse Zauberer (Johann Nestroy)“ Preiser Records SPR 3348.
- „Bösendorfer (Ferenc Karinthy)“, Preiser Records 90559.
- „Der böhmische Herr Karl (Bohumil Hrabal)“, Preiser Records 93104.
- „Der ewige Spießer (Ödön von Horváth)“, Preiser Records 90198.
- „Der g’schupfte Ferdl“
- „Der Herr Karl (H. Q., Carl Merz)“, Preiser Records 93001.
- „Der Qualtinger – ein kabarettistisches Porträt“, Preiser Records 93095.
- „Die Hinrichtung (H. Q., Carl Merz)“, Preiser Records 90318.
- „Der Rosenkavalier (Hugo von Hofmannsthal)“, 90130 (2 CD).
- „Die letzten Tage der Menschheit (Karl Kraus)“, Teile 1 bis 5, Preiser Records 93009, 93014, 93018, 93228, 93266.
- „Die Qualtinger-Songs“, Preiser Records 90065.
- „Fifi Mutzenbacher (Wolfgang Bertrand)“, Preiser Records 90950.
- „Frühere Verhältnisse (Johann Nestroy)“, Preiser Records 93156.
- „Geschichten aus dem Wienerwald – Heurige und gestrige Lieder“ (mit André Heller), Polydor 831 290-1.
- „Hackl vor’m Kreuz“, Kabarettprogramm mit Gerhard Bronner, Carl Merz, Louise Martini, Peter Wehle u. a., Preiser Records 90162.
- „Helmut Qualtinger liest Jaroslav Hašek: Die Abenteuer des braven Soldaten Schwejk“, Preiser Records 1986 (3CD).
- „Kabarett aus Wien“, Preiser Records 90081.
- „Kabarettisten singen Klassiker“, Preiser Records 93098.
- „Mein Kampf (Adolf Hitler)“, Preiser Records 93224 (2 CD), als Video: Helmut Qualtinger liest Mein Kampf, Absolut Medien, Fridolfing (Januar) 2016, ISBN 978-3-89848-579-1.
- „Mit fremden Federn (Robert Neumann)“, Preiser Records 90194.
- „Moritaten (mit Kurt Sowinetz)“, Preiser Records 90016, Musik: Ernst Kölz.
- „Österreichisches Lesebuch (Anton Kuh)“, Preiser Records 93006.
- „Qualtinger in Linz“, Preiser Records 93039.
- „Qualtinger liest Qualtinger (Gesamtausgabe)“, Preiser Records 90280 (4 CD).
- „Qualtingers böseste Lieder“, Preiser Records 90312.
- „Reigen (Arthur Schnitzler)“, Preiser Records 93124 (2 CD), Regie: Gustav Manker, mit Hilde Sochor, Helmuth Lohner, Hans Jaray, Blanche Aubry, Christiane Hörbiger, Peter Weck, Robert Lindner.
- „Schallplattl vor’m Mund“, Preiser Records 90026.
- „Schwarze Lieder“, Preiser Records 90007, nach Gedichten von H.C. Artmann und Gerhard Rühm, Musik: Ernst Kölz.
- „Schüttelreime (Franz Mittler, Hans Grümm)“, Preiser Records 90178.
- „Tagesbefehl“ (H. L. Stein), Preiser Records 90638.
- „Travniceks gesammelte Werke (H. Q., Carl Merz)“, Preiser Records 9310.
- „Villon (übersetzt von H. C. Artmann, mit Jazz von Fatty George)“, Preiser Records 93037.
- „Wiener Bezirksgericht (Günther Fritsch)“, Teile 1 bis 4, Preiser Records 93041, 93136, 93184, 90253.
- „Toller. Szenen aus einer deutschen Revolution (Tankred Dorst)“, Preiser Records 99009.

## Auszeichnungen
- 1969: Goldener Rathausmann (Wien)
- 1972: Filmband in Gold für Das falsche Gewicht

## Helmut Qualtinger als Comicfigur
Als Zeichentrickfigur hatte Qualtinger bereits 1967 im Animationskurzfilm Hands up, Mr. Rasnitchi! von Hal Clay und Flo Nordhoff einen Auftritt. 2014 erschienen im Amalthea Signum Verlag zwei Comic-Alben, in denen Qualtinger gezeichnete Hauptrollen spielt: Der Herr Karl (Text: Helmut Qualtinger, Carl Merz; Zeichnungen: Christian Qualtinger) & Der Blöde und der Gscheite – Die besten Doppelconferencen (Text: Hugo Wiener; Zeichnungen: Reinhard Trinkler) als Travnicek. In der Graphic Novel Der Talisman (Text: Johann Nestroy; Zeichnungen: Reinhard Trinkler), 2015 von der Edition Steinbauer herausgegeben, ist Qualtinger als Bierversilberer Spund zu sehen.

## Filmporträts
- Kabarett-Legenden. Helmut Qualtinger. Dokumentarfilm, Österreich, 2016, 46:50 Min., Buch und Regie: Rudi Dolezal, Produktion: Servus TV, Reihe: Österreichische Kabarett-Legenden, Erstsendung: 20. Oktober 2016 bei Servus TV, Inhaltsangabe von Servus TV. Unter anderem mit Werner Schneyder, Georg Biron, Christian Qualtinger, Louise Martini, Gerhard Bronner (Archiv).
- Qualtinger. Dokumentarfilm, Österreich, Deutschland, 2011, 90 Min., Buch und Regie: André Heller, Produktion: Dor Film, ORF, ZDF, Erstsendung: 25. September 2011, 23:05 h in ORF 2,[9] DVD-Vertrieb: Hoanzl in der „ORF Edition“, Inhaltsangabe von Hoanzl, Interview mit Heller über sein Filmporträt: [10].